# Leyloyo
Leyloyo (llamada oficialmente Santa María de Leiloio) es una parroquia del municipio de Malpica de Bergantiños, en la provincia de La Coruña, Galicia, España.

## Entidades de población
Entidades de población que forman parte de la parroquia:
- A Agriña
- A Choupana
- A Feira Nova
- As Rabuceiras
- Brión
- O Castro
- O Empalme
- O Oratorio
- O Piñeiro
- Oseiro
- Pedrosa-Trémoa. Compuesto por:
  - Pedrosa (A Pedrosa)
  - Trémoa (A Trémoa)
- Pernes
- Vilar

## Demografía
| Gráfica de evolución demográfica de Leyloyo entre 2000 y 2018 |
|                                                               |
| Población de derecho según el padrón municipal del INE        |